# 3. Sinfonie (Nielsen)

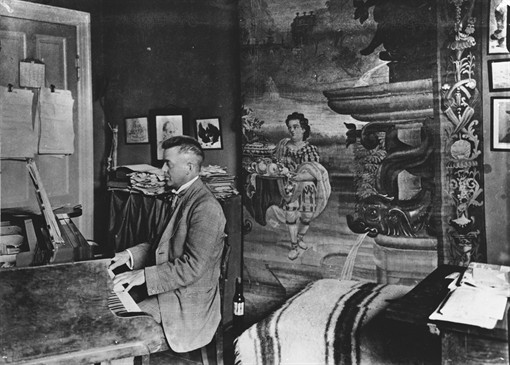
Carl Nielsen in seinem Arbeitszimmer in der Vodroffsvej Kopenhagen, wo er 1911 die 3. Sinfonie vollendete

Die 3. Sinfonie op. 27 des dänischen Komponisten Carl Nielsen (1865–1931) trägt den Beinamen „Sinfonia espansiva“. Das im zweiten Satz Vokalisen einbeziehende Werk wurde 1912 in Kopenhagen uraufgeführt.

## Entstehung
Nach Komposition der 2. Sinfonie „Die vier Temperamente“ vergingen etwa 8 Jahre, bis sich Carl Nielsen erneut der Gattung Sinfonie zuwandte. Seit 1908 wirkte Nielsen in Nachfolge von Johan Svendsen als Dirigent am Königlichen Theater Kopenhagen, was ihn zeitlich stark beanspruchte. 1910 begann er mit der Komposition einer neuen Sinfonie und schloss den ersten Satz am 13. April 1910 ab. Danach legte Nielsen das Werk beiseite, um sich der Bühnenmusik zu „Hagbarth und Signe“ zu widmen. Zwischen 8. und 27. Juli 1910 komponierte Nielsen während eines Ferienaufenthalts in Damgaard bei Fredericia den zweiten Satz. Nach einer depressiven Phase fand Nielsen erst im Lauf des Herbstes wieder Energie zur Weiterarbeit an der Sinfonie, deren dritten und vierten Satz er am 14. Januar bzw. 30. April 1911 – in wegen seiner Dirigentenpflichten nächtlicher Arbeit – zum Abschluss brachte.

## Uraufführung und Rezeption

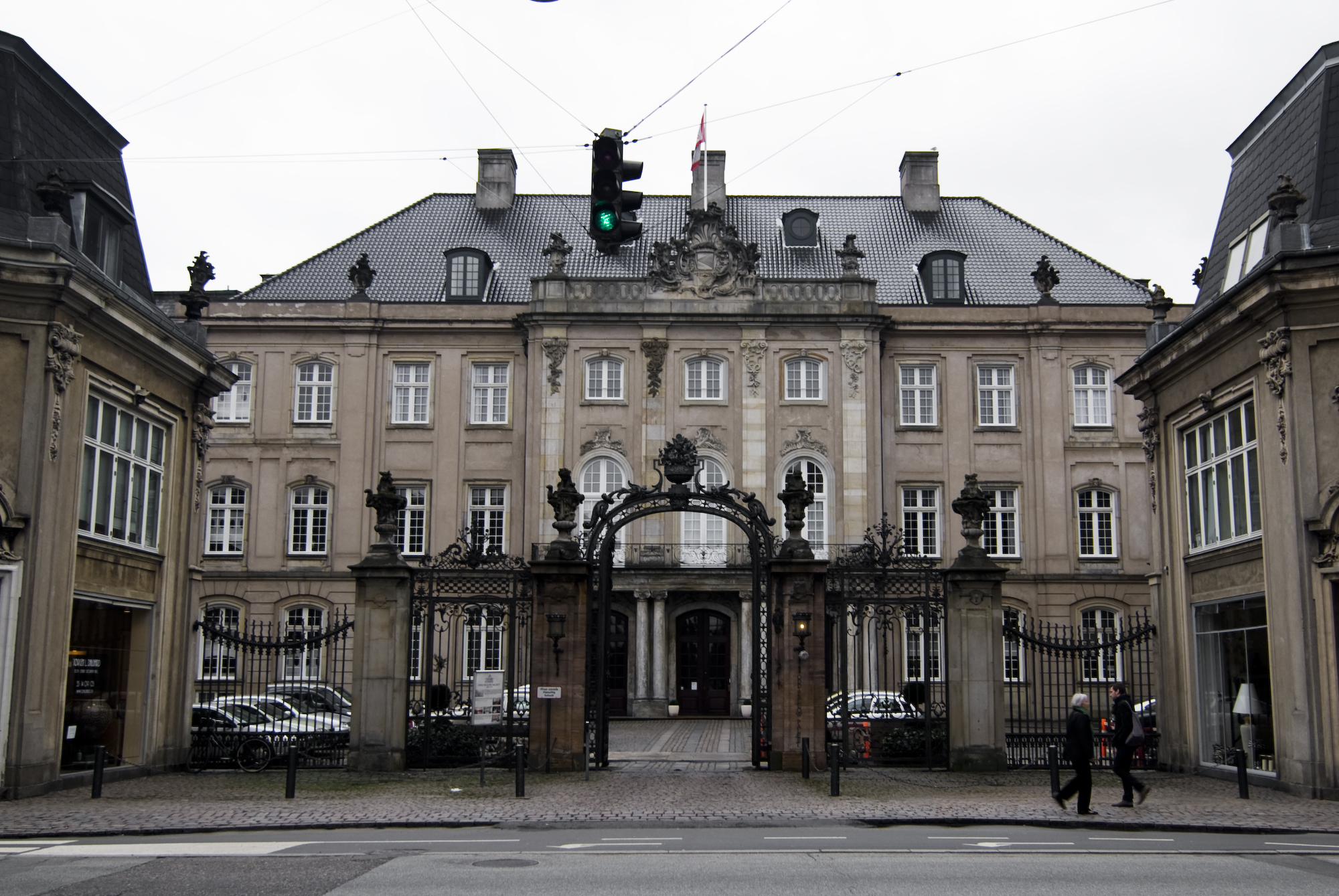
Odd Fellow Palæet in Kopenhagen, Uraufführungsstätte von Carl Nielsens 3. Sinfonie

Die Uraufführung der 3. Sinfonie von Carl Nielsen fand am 28. Februar 1912 im Kopenhagener Odd Fellow Palæet mit der Königlichen Kapelle Kopenhagen unter Leitung des Komponisten statt, gemeinsam mit der Uraufführung seines Violinkonzertes, das Nielsen 1911 unmittelbar nach Fertigstellung der Sinfonie in Angriff genommen hatte. Das Konzert war ein großer Erfolg und die einhellig positiven Kritiken bedeuteten einen Wendepunkt in der Rezeption von Nielsens Musik in Dänemark, die bislang oft als kühl, akademisch und gekünstelt abgetan worden war.
Die Sinfonie trug bei der Uraufführung noch keinen Beinamen, Nielsen übertrug aber kurz darauf den Begriff „espansivo“ aus der Tempoangabe zum ersten Satz auf die nunmehr als „Sinfonia espansiva“ bezeichnete Komposition. Zwei Monate später dirigierte Nielsen das Werk auf Einladung des befreundeten Julius Röntgen in Amsterdam. Es folgten bald weitere Aufführungen unter Leitung des Komponisten in Stuttgart, Berlin, Helsinki und Göteborg. Zu Nielsens Lebzeiten erklang die Sinfonia espansiva auch unter Leitung anderer Dirigenten in Berlin, Hamburg, London, Göteborg und Stockholm. Das Andante pastorale aus Nielsens 3. Sinfonie wurde anlässlich Carl Nielsens Begräbnis am 9. Oktober 1931 gespielt.
Die Drucklegung von Carl Nielsens 3. Sinfonie op. 27 erfolgte 1913 im Verlag C. F. Kahnt Nachfolger, Leipzig.
Im Jahr 2000 wurde die verloren geglaubte Partitur-Reinschrift von Carl Nielsen im Sächsischen Staatsarchiv Leipzig wieder aufgefunden.

## Besetzung und Spieldauer
Die Partitur sieht folgende Besetzung vor: 3 Flöten (3. auch Piccoloflöte), 3 Oboen (2. auch Englischhorn), 3 Klarinetten, 3 Fagotte (3. auch Kontrafagott), 4 Hörner, 3 Trompeten, 3 Posaunen, Tuba, Pauken, Sopran- und Baritonsolo sowie Streicher.
Die Aufführungsdauer beträgt etwa 35 Minuten.

## Aufbau und Charakterisierung
Die vier Sätze der Sinfonie sind überschrieben mit:
1. Allegro espansivo
2. Andante pastorale
3. Allegretto un poco
4. Finale. Allegro

Nach Nielsen steht der Name „Sinfonia espansiva“ für „die Erweiterung des Gesichtskreises und die Expansion von Leben, die daher rührt“.
Der erste Satz beginnt prägnant mit sich verdichtenden Unisono-Schlägen der Blechbläser und Streicher auf dem Ton A, bevor – ebenfalls im Unisono – ab Takt 14 die Holzbläser das aufstrebend-energiegeladene Hauptthema intonieren. Im Zuge des mit 734 Takten umfangreichsten Satzes der Sinfonie erfährt es zahlreiche Veränderungen und kontrapunktische Verarbeitungen unter Einbezug des ab Takt 138 molto tranquillo erklingenden Seitenthemas und wird in der Durchführung zu einem Walzer transformiert.
Das Andante pastorale malt, wie der Komponist in einer Programmnotiz von 1912 anmerkt, Frieden und Ruhe in der Natur, nur unterbrochen von Vogelstimmen. Ein pendelndes, mixolydisches Streicherthema illustriert die Landschaft, wobei ab Takt 32 die Holzbläser, untermalt durch leisen Paukenwirbel, eine bewegte, polyphone Arabeske hinzufügen. Gegen Satzende treten menschliche Stimmen als Sopran- und Baritonsolo in Vokalisen hinzu, die – nach einer Programmnotiz Nielsens aus seinem Todesjahr 1931 – die friedliche, paradiesartige Stimmung wie vor dem Sündenfall Adams und Evas unterstreichen sollen. Wortlose Singstimmen setzten beispielsweise auch Claude Debussy in den Trois Nocturnes (1900) und Maurice Ravel in Daphnis et Chloë (1909–1912) ein; ob Nielsen damals davon wusste, ist unbekannt.
Der dritte Satz vertritt das Scherzo. Auf ein synkopiertes Hornsignal folgt eine elegische Melodie in der Oboe, bevor rasche Tonrepetitionen und für Nielsen typische Tremoli zunächst der Holzbläser stärkere Unruhe in den Satz bringen. Ab Takt 42 erscheint in den Holzbläsern ein weiteres Thema mit 32tel-Triolen und Doppelpunktierungen. Der teils dramatisch vorwärtsdrängende Satz verklingt in Ambivalenz zwischen Dur und Moll.
Ein breit fließendes, volkstümlich-hymnisches Thema beherrscht mit seiner kontrapunktischen Verarbeitung das Finale, das in eine wirkungsvolle Coda in A-Dur mündet. Nach Nielsen versinnbildlicht es eine „Hymne an die Arbeit und die gesunde Aktivität des täglichens Lebens“.